# Немодлин
Немо̀длин (на полски: Niemodlin; на немски: Falkenberg) е град в Южна Полша, Ополско войводство, Ополски окръг. Административен център е на градско-селската Немодлинска община. Заема площ от 13,11 км2.

## Население
Според данни от полската Централна статистическа служба, към 31 декември 2013 г. населението на града възлиза на 6 623 души. Гъстотата е 505 души/км2.